# Sergio Sebastiani

Sergio kardinál Sebastiani (11. dubna 1931 Montemonaco, Itálie – 16. ledna 2024, Řím) byl italský římskokatolický kněz, vatikánský diplomat, vysoký úředník římské kurie, kardinál.

## Život
Kněžské svěcení přijal 15. července 1956. Po vysvěcení pokračoval ve studiích, na Papežské univerzitě Gregoriana získal licenciát z teologie, na Papežské lateránské univerzitě pak doktorát z kanonického práva. Po přípravě na diplomatickou dráhu v Papežské diplomatické akademii se stal pracovníkem státního sekretariátu. Působil jako sekretář na řadě nunciatur (mj. Peru, Chile, Brazílie).
V září 1976 byl jmenován titulárním arcibiskupem (pro hac vice) Caesaree v Mauretánii a zároveň pronunciem na Madagaskaru a Mauriciu. Biskupské svěcení mu udělil 30. října téhož roku státní sekretář kardinál Jean Villot. Od roku 1985 působil jako nuncius v Turecku. V listopadu 1994 se vrátil k práci v římské kurii. Stal se předsedou Prefektury ekonomických záležitostí Apoštolského stolce. Při konzistoři 21. února 2001 ho papež Jan Pavel II. jmenoval kardinálem. 
Na odpočinek odešel 12. dubna 2008, jeho nástupcem se stal Velasio De Paolis. V roce 2011 byla jeho kardinálská diakonie povýšena pro hac vice na presbyteriát s titulem kardinál-kněz Sant'Eustachio.
Zemřel ve věku 92 let v lednu 2024.